# Hrabství Waterford
Hrabství Waterford (irsky Contae Phort Láirge, anglicky County Waterford) je irské hrabství, nacházející se na jihu země v bývalé provincii Munster. Sousedí s hrabstvími Tipperary a Kilkenny na severu a s hrabstvím Cork na západě. Jižní pobřeží omývá Keltské moře.
Hlavním městem hrabství je Waterford. Hrabství má rozlohu 1857 km² a žije v něm přibližně 114 tisíc obyvatel.
Mezi zajímavá místa patří hory Knockmealdowns.
Jednopísmenná zkratka hrabství, používaná zejména na SPZ, je od 1. 1. 2014 W, do roku 2013 to bylo WD. Zkratka W byla dříve používána pouze pro město Waterford.